# Пристанище Балчик
Пристанище Балчик е пристанище на Черно море, в Балчик. Разположено е в северната част на Балчишкия залив. Част е от пристанищен комплекс Варна.

## История
Пристанищната дейност в Балчик съществува от древността. Пристанището е реконструирано и механизирано в сегашния си вид през 1968 – 1969 г. То обслужва Добруджа и част от област Варна. Използва се за крайбрежно пътническо корабоплаване и за товари – главно зърнени храни и животни.
Балчишкото пристанище в началото на ХХ век е такова, каквото е било и преди Освобождението. То не е модернизирано и не разполага с удобен кей за директно товарене на кораби. Така наречената „Голяма скеля“ и няколкото по-малки скели навътре в морето са стари съоръжения, тесни, малки и недопускащи швартоването на кораби с по-дълбоко газене за директно товарене. Това налага храните първо да се товарят на големи лодки (мауни), които ги пренасят до корабите на котва в Балчишкия залив. Това е една много трудоемка и доста скъпа операция, изискваща много пристанищни работници. Губи се много време за товарене и се разпилява зърно. Построената мелница на Анонимното индустриално дружество, открита през юни 1910 г. на морския бряг в близост до пристанището, произвежда в големи промишлени количества брашна, грис, макарони и фиде. Това са продукти които незабавно трябва да се транспортират в потребителската мрежа, поради невъзможност за продължително съхранение при производителя. Този характер на това модерно промишленото производство и неговия продукт, не се подпомага от малките експортни възможностите на пристанището в Балчик за бързо натоварване и експедиране на готовата продукция. Произвежданите хранителни продукти от мелницата намират добър пазар и реализация в борсите на Истанбул, Близкия изток и Египет. За развитие на местното производство и икономика, общинско ръководство поставя въпроса за строителство на кей на правителствено ниво, но въпреки посещението на министъра на финансите в Балчик и лобирането на народни представители в Народното събрание, до Балканските войни построяването на кей в пристанището в Балчик не е решен. 
Швартоването на корабите води началото си от средата на 1930-те години по време на румънската окупация. Тогава е построен кей за швартоване на товарни кораби и малка част от вълнолома. През 50-те години на ХХ век се удължава стената на вълнолома, като новата част от него е поставена под ъгъл спрямо вече построения преди това и в края му е поставен фар – сигнална червена светлина. През 1969 г. се завършва разширяването на кея за маневриране на камионите извозващи зърно за товарене на корабите и площадка за два крана за автоматизиране процеса на товарене. Първият кораб натоварен с ползване на тези модерни способи е гръцкият кораб „Панорая“.
В Балчик е изграден вълнолом и яхтено пристанище. Неговата дейност е свързана с развитието на града и региона като курортен център на северното черноморие и обслужва яхти и малки туристически кораби.